# 沙克思干谷地

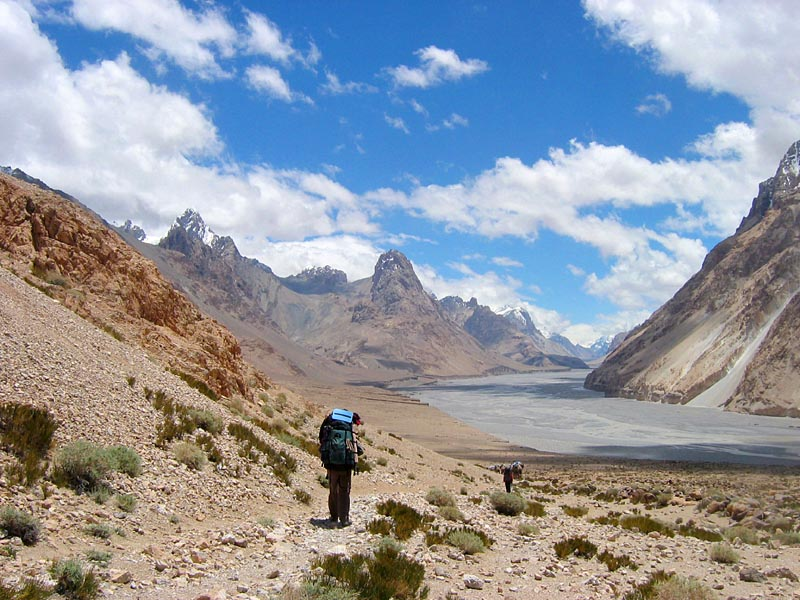
沙克思干谷地

沙克思干谷地（英文：Shaksgam Valley），又名克勒青谷地（英文：Kelechin Valley），为喀喇昆仑走廊的主要組成部分，紧邻巴控克什米尔和锡亚琴冰川。沙克思干谷地曾經與希加爾谷地一起為巴爾蒂斯坦地區的土王所管治，而王室曾在谷地興建過馬球場。由於谷地夾在崑崙山脈以南及喀喇昆仑山脈以北，外界難以進入，中华人民共和国和巴基斯坦政府在1963年签署的《中巴边界协定》。根據這個協定，巴基斯坦放弃对该谷地的要求。不過，印度基於不承認過往巴基斯坦對部分克什米爾地區的控制，仍然认为该地应属于查谟和克什米尔邦的一部分。
歷史上，沙克思干谷地原來是坎巨提人的聚居地。歐洲人最早於1889年對谷地勘探。根據勘探的結果，英屬印度當時向大清帝國建議由坎巨提把沙克思干谷地及其他喀喇昆仑山脈以北的土地讓與清朝，以換取清朝放棄整個坎巨提。不過當時清政府對英屬印度不作回應，而英屬印度認為清政府默認了這個建議。1891年，坎巨提被英國軍隊佔領，次年成為英屬印度的一個土邦，即“棍雜土邦”，但仍保持大清的屬國地位。後來由於英國擔心沙俄不斷南侵會威脅到沙克思干谷地的安全，又在1897年取回整個喀喇昆仑走廊。中華民國政府成立後，曾主張整個坎巨提為中國領土。1963年，巴基斯坦把谷地交給中華人民共和國。